# 北庄镇 (北京市)
北庄镇是中国北京市密云区下辖的一个镇，位于县境东部，紧邻河北省兴隆县。

## 行政区划
北庄镇下辖以下地区：
北庄社区、暖泉会村、朱家湾村、抗峪村、大岭村、土门村、苇子峪村、东庄村、干峪沟村、北庄村、营房村和杨家堡村。